# Steven Universe
Steven Universe è una serie animata statunitense creata da Rebecca Sugar, ex scrittrice di Adventure Time e compositrice, prodotta da Cartoon Network Studios. È andata in onda per la prima volta negli Stati Uniti il 4 novembre 2013 su Cartoon Network, mentre in Italia è stata trasmessa sull'omonimo canale a partire dal 12 maggio 2014. La serie racconta le avventure di Steven Universe, un giovane ragazzo che vive nella fittizia città di Beach City insieme alle tre gemme Garnet, Perla e Ametista. 
È la prima, e finora unica, serie animata targata Cartoon Network andata in onda a essere stata ideata da una donna. Dalla serie sono stati tratti anche libri, fumetti, videogiochi,un film e una serie che funge da epilogo.
La serie è stata rinnovata fino alla quinta stagione, in onda dal 29 maggio 2017. La stessa Rebecca Sugar ha aggiunto in un'intervista che la quinta stagione, che fosse stata l'ultima o meno, sarebbe stata quella più ricca di contenuti e sorprese per i fan. Al NYCC 2016, la Sugar rivelò anche che aveva già in mente il finale per la serie.
La serie è stata nominata per tre Emmy Award e cinque Annie Awards ed è stata caldamente accolta dal pubblico e dalla critica, che ne ha elogiato vari elementi quali direzione artistica, design, caratterizzazione dei personaggi e doppiaggio, nonché il modo in cui nella serie sono stati affrontati il tema della scoperta di se stessi e dell'accettazione, e infine per come sono stati trattati gli elementi LGBT. Sempre per questi temi, nell'aprile 2019, la serie e il cast sono stati insigniti del premio Peabody nella categoria dell'intrattenimento per ragazzi.

## Trama
Nella cittadina marittima statunitense di Beach City vivono le Crystal Gems, un gruppo di Gemme dedite a proteggere la Terra e l'intera umanità da qualsivoglia minaccia: questo è composto da Garnet, Ametista e Perla, le uniche Gemme rimaste sul pianeta. A loro si aggiunge Steven, un ragazzino metà Gemma e metà umano che ha ereditato la sua pietra da sua madre, Quarzo Rosa, precedente leader del gruppo. Il quartetto visita antichi siti abbandonati un tempo di grande importanza per la cultura delle Gemme, ora caduti in rovina, affrontando bizzarri e terrificanti mostri e rinvenendo alcuni artefatti, i quali sono tutti in realtà Gemme che vennero corrotte e persero il controllo sui propri poteri e su loro stesse in una colossale guerra svoltasi millenni prima contro il Pianeta Natale (il pianeta natio delle Gemme) chiamata "la Ribellione": per proteggerle, le Crystal Gems le rinchiudono in speciali bolle di contenzione, ponendole in una condizione di stasi al sicuro da minacce esterne e da loro stesse.
Questa routine ha una svolta drastica dopo che Steven libera Lapislazzuli: una Gemma intrappolata in uno specchio che, tornata sul Pianeta Natale, verte involontariamente le attenzioni sulla Terra. Le Crystal Gems si vedono quindi costrette a scontrarsi con due agenti del Pianeta Natale, Jasper e Peridot, scoprendo così anche alcuni oscuri segreti della loro civiltà tra cui l'esistenza latente, sotto la superficie del pianeta Terra, di una misteriosa e gigantesca arma geologica, creata e cresciuta all'interno del pianeta stesso con lo scopo di distruggerlo: il Grappolo. Inaspettatamente la stessa Peridot, impossibilitata a lasciare la Terra, si unisce alle Crystal Gems e offre loro aiuto per salvare il pianeta, arrivando poi a comprendere poco per volta le ragioni per cui lo proteggono e ad appoggiare infine la loro causa. Passata l'emergenza del Grappolo le Crystal Gems, dopo un breve periodo di relativa calma, si ritrovano ad affrontare nuovamente Jasper, che stava cercando di formare un'armata di Gemme corrotte per contrastarle, ma finisce corrotta a sua volta a causa della sua fame di vittoria e, in seguito, sconfitta e messa in una bolla.
A causa di un gruppo di Rubini inviati a recuperare Jasper, Steven scopre con orrore che sua madre Rosa, per salvare la Terra, frantumò Diamante Rosa, sua superiore, e ciò inizia a fargli a mettere in dubbio la figura stessa di sua madre, cercando di comprendere chi fosse lei in realtà al di là delle storie che ha sempre sentito sul suo conto. Grazie a questo, il ragazzo cresce ulteriormente anche come membro delle Crystal Gems e la sua famiglia si evolve e si allarga grazie a nuovi incontri e avventure, arrivando perfino al confronto con i temuti Diamanti. Tra il ritrovamento di nuovi amici, l'abbandono di vecchi e fughe rocambolesche, Steven trova numerose incongruenze sui fatti e sulle testimonianze che riguardano la morte di Diamante Rosa, ai quali si aggiungono le sempre più frequenti esperienze oniriche legate alla matriarca scomparsa, finché scopre che in realtà Quarzo Rosa era la stessa Diamante Rosa, la quale scelse di inscenare la propria frantumazione per difendere la Terra. Questa rivelazione porta inizialmente instabilità nelle Crystal Gems, le quali poi, in seguito a momenti di tensioni interne e risoluzioni, si ricompattano.
Quando Diamante Giallo e Diamante Blu attaccano Beach City, Steven riesce a fare capire loro che Diamante Rosa "vive" ancora in lui, facendo cessare le ostilità e mostra loro gli effetti della corruzione causata dal loro attacco finale durante la Ribellione, così Steven e le Crystal Gems partono alla volta del Pianeta Natale per chiedere il supporto di Diamante Bianco al fine di curare le Gemme corrotte. Una volta giunti lì, le Crystal Gems finiscono per infrangere la legge e i costumi del Pianeta Natale e vengono arrestate durante una cerimonia ufficiale. Dopo avere chiesto aiuto psichicamente a suo padre e Bismuth, Steven riesce a ottenere il supporto di Diamante Blu e Giallo per arrivare da Diamante Bianco e a salvare Ametista, Perla e Garnet mentre dalla Terra arrivano i rinforzi. Con il loro aiuto il ragazzo riesce ad arrivare al cospetto di Diamante Bianco, la quale però con i suoi poteri si impossessa dei Diamanti e delle Crystal Gems, e cattura Steven: nel tentativo di smascherare quello che lei ritiene Diamante Rosa, Diamante Bianco rimuove la gemma di Steven, ma da essa si genera un ologramma rosa di Steven, manifestazione pura dei suoi poteri e della sua parte Gemma; il doppio sfianca Diamante Bianco e si riunisce con Steven mentre Diamante Bianco, dapprima infuriata, rimane colpita dalla spontaneità del ragazzo, perde il controllo sulle altre Gemme e, confusa, finalmente acconsente ad andare sulla Terra per guarire le Gemme corrotte.

### Ambientazione
Come si può notare in alcuni episodi (e come anche confermato dalla stessa Rebecca Sugar), il pianeta Terra della serie animata e quello reale presentano marcate differenze soprattutto in ambito storico-politico a causa dell'influenza che le Gemme ebbero nella storia, visibili per esempio sul denaro. La differenza più grande però la si può notare contemplando la mappa globale da "La base lunare": si possono osservare infatti notevoli e marcate discrepanze geografiche tra la Terra del mondo reale e quella della serie nella sua conformazione e nell'aspetto dei continenti.
Ian Jones-Quartey ha fatto intendere in un'intervista al SDCC 2016 che le Gemme abbiano influito in maniera simile alla Terra su scala galattica, aggiungendo che in futuro ci sarebbero potuti essere dei momenti nei quali si sarebbe visto come le Gemme abbiano plasmato in questo modo il pianeta.

## Produzione

### Ideazione e sviluppo

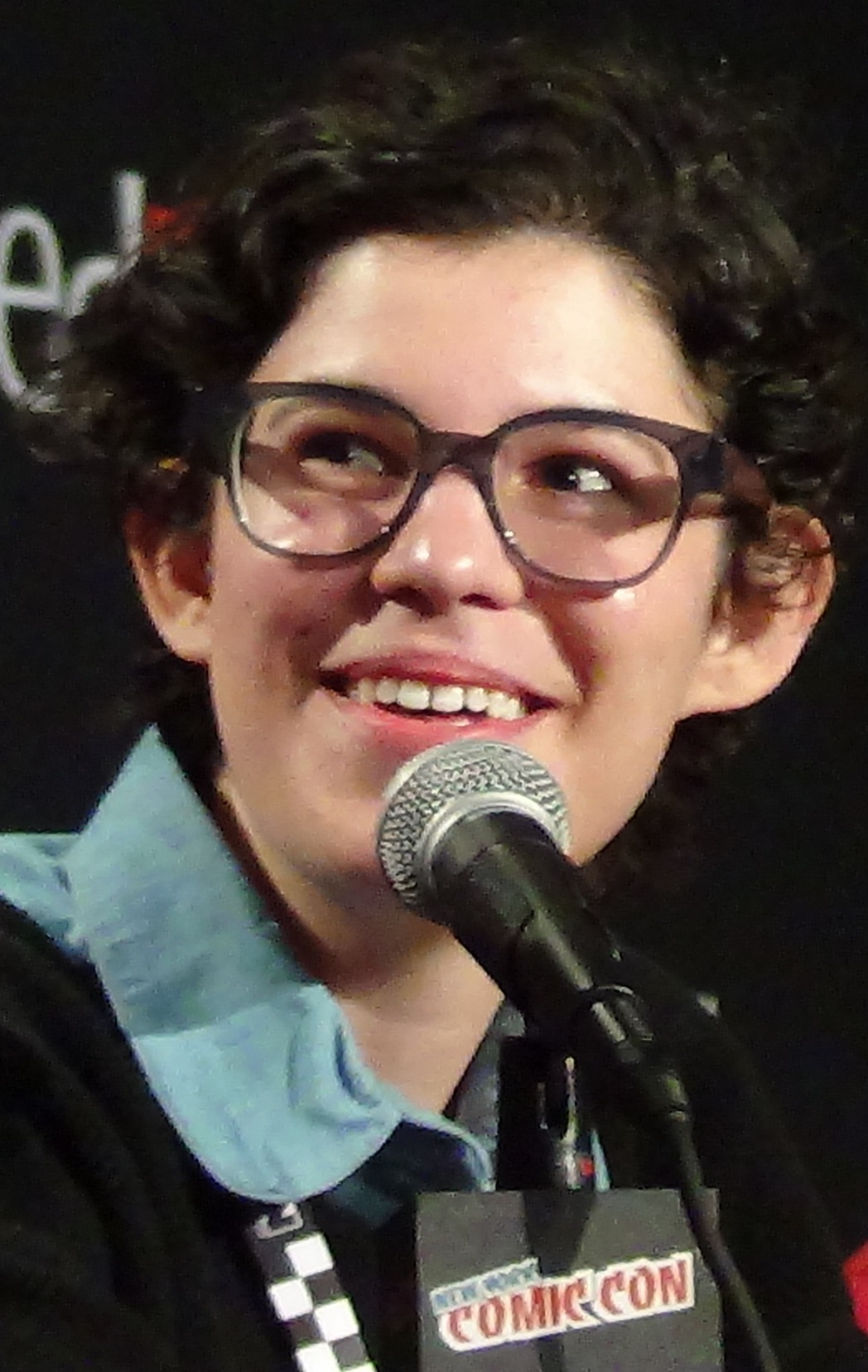
Rebecca Sugar, ideatrice della serie

Le Crystal Gems

Secondo quanto dichiarato da Rebecca Sugar, la produzione di Steven Universe iniziò mentre lavorava per la serie animata Adventure Time, alla quale lavorò fino al quattordicesimo episodio della quinta stagione, "Le radici del bene". Occuparsi contemporaneamente di entrambe le serie divenne impossibile per Sugar, tanto che incontrò difficoltà nella produzione dell'episodio "Il sogno segreto di Re Ghiaccio", sempre di Adventure Time. Dopo diverse presentazioni di pre-produzione, per Steven Universe i dirigenti di Cartoon Network autorizzarono l'inizio dei lavori per la realizzazione della serie. Durante quel periodo il team di produzione stava sviluppando il terzo e il quarto episodio della prima stagione della serie. Anche se Sugar ricopriva il ruolo di produttrice esecutiva, lavorando quindi ai disegni, alle animazioni e agli elementi sonori e musicali della serie, si considerava "maggiormente coinvolta" nella stesura degli storyboard.
Il protagonista, Steven, è liberamente ispirato al fratello minore dell'autrice, Steven Sugar, che è anche uno degli artisti che hanno disegnato gli sfondi della serie. Beach City, la città dove si svolgono le vicende principali della serie, si ispira a vari luoghi che la Sugar ha visitato con la famiglia da bambina, quali Rehoboth Beach, Bethany Beach e Dewey Beach nel Delaware. Lars e Sadie, due personaggi secondari, sono stati originariamente creati da lei durante il suo tempo passato al college. Le Gemme, secondo la Sugar, sono tutte "una versione di lei stessa... nevrotica, pigra e risoluta". Nel corso della serie ha voluto che il loro modo di agire e la loro personalità si evolvessero e fossero diverse da come le aveva presentate inizialmente: Perla diviene estremamente calma, Ametista più esuberante e Garnet acquista la sua caratteristica aura di mistero che la circonda.
La Sugar ha specificato che l'ideazione di Steven Universe è stata influenzata da alcune serie anime, come Conan il ragazzo del futuro e La rivoluzione di Utena, nonché da Le Superchicche e I Simpson. Musicalmente, Sugar ha dichiarato che la musicista Aimee Mann (voce originale di Opale) ha avuto su di lei "una grande influenza". Ha poi descritto una teoria alla base della serie come "un'evasione inversa dalla realtà", cioè l'idea che i personaggi di fantasia diventerebbero interessati alla vita reale cercando di farne parte, concludendo poi che il personaggio di Steven Universe è la personificazione di questa specie di "storia d'amore tra fantasia e realtà".
Molti dei temi e dei cambiamenti affrontati dai personaggi trattati nella serie sono derivati dalle esperienze personali dagli autori. Rebecca Sugar, rispondendo alle domande a lei fatte dai fan della serie durante il SDCC 2016, ha fatto coming out ammettendo, non con poca titubanza iniziale davanti ai fan lì presenti, che il cartone prendesse in buona parte le idee, gli spunti e i temi trattati in esso dall'esperienza della stessa Sugar come donna bisessuale, e che volesse mandare un messaggio ad adulti e bambini riguardo a questi temi, parlando anche in proposito a come ognuno debba trovare la propria indipendenza come persona e come individuo, e sentirsi bene e vivi per quello che si è; mentre in uno dei podcast della serie, viene rivelato che la storia di Diamante Rosa, di come abbia deciso di lasciare tutto e diventare Quarzo Rosa, è derivata dalle esperienze di vita di Ian Jones-Quartey come figlio di migranti, e di conseguenza come i temi del reinventare se stessi per adattarsi e lasciare il vecchio sé alle spalle lo abbiano guidato e aiutato molto nello scrivere la storia della matriarca e del suo cambiamento.

### Storyboard
Durante gli incontri di storyboarding, gli artisti disegnano le loro idee su dei post-it che vengono poi attaccati a muri, tavoli o scatole della loro sala conferenze. I disegni giocano un ruolo importante nel formare le idee di ogni singolo episodio. Dopo che la Sugar osserva i progetti e gli schizzi iniziali, occasionalmente apporta delle modifiche agli elementi chiave: la Sugar ama rivedere e ridisegnare scene e personaggi per aggiungere pathos e ulteriori emozioni agli storyboard. Gli storyboard di ogni episodio sono creati da due artisti, ognuno dei quali scrive metà del dialogo e disegna la scena come una pagina di un fumetto: questo processo è piuttosto complesso poiché gli artisti devono bloccare il processo cinematografico e concentrarsi maggiormente sulla costruzione delle scene in modo molto simile alle produzioni cinematografiche. Dopo che i pannelli sono stati realizzati, gli artisti disegnano manierismi e dialoghi basati sulle loro esperienze. Secondo la Sugar, lei disegna di solito scene "quintessenziali" dei suoi ricordi, di quando usciva con suo fratello dopo la scuola. Più tardi, gli story artist discutono del loro lavoro con il resto del cast e apportano modifiche se necessarie. Dopo la discussione del cast, gli artisti disegnano una scheda di rivisitazione, con un pannello delle miniature e delle note. Gli storyboard vengono quindi nuovamente discussi, corretti e infine approvati.

## Episodi
| Stagione         | Episodi | Prima TV USA | Prima TV Italia |
| ---------------- | ------- | ------------ | --------------- |
| Prima stagione   | 52      | 2013-2015    | 2014-2016       |
| Seconda stagione | 26      | 2015-2016    | 2016            |
| Terza stagione   | 25      | 2016         | 2016-2017       |
| Quarta stagione  | 25      | 2016-2017    | 2017-2018       |
| Quinta stagione  | 32      | 2017-2019    | 2018-2020       |

### Episodio pilota
L'episodio pilota della serie, della durata di sette minuti, venne distribuito in rete il 21 maggio 2013 mediante il canale YouTube di Rob Sugar, il padre di Rebecca, e sul sito di Cartoon Network. In seguito venne rimosso da entrambe le piattaforme ma una sua versione accorciata venne resa pubblica sul canale Facebook della serie il 20 luglio dello stesso anno.
L'episodio pilota originariamente si sarebbe dovuto intitolare "The Electric Skull" ("Il teschio elettrico"), come i nemici principali dello stesso. Come detto dall'allora autore e supervisore Ian Jones-Quartey, questo episodio non fa parte della continuità della serie.
| Nº | Titolo originale | Prima USA               | Sinossi |
| -- | ---------------- | ----------------------- | --- |
| 0  | Steven Universe  | 21 maggio 2013 (online) | A Steven viene data da Ametista una clessidra magica per viaggiare nel tempo e fa ciò che ogni ragazzino farebbe: usarla per replicare. Però, giocare con la magia porta guai alla sua assopita città costiera e Steven dovrà tenere il passo per risolvere la situazione, con ulteriori repliche. |

### Crossover

#### Uncle Grandpa
Uncle Grandpa, protagonista dell'omonima serie, compare al fianco di Steven nell'episodio Grandpa Universe. Andato in onda negli Stati Uniti il 2 aprile 2015 e in Italia il 26 gennaio 2016, questo episodio e gli eventi accaduti in esso non sono canonici, come detto dallo stesso sceneggiatore di Steven Universe Matt Burnett e sottolineato da Uncle Grandpa durante l'episodio, dato che lui stesso (facendo una battuta sulla non-canonicità dell'episodio) dice: "Tranquillo ciccio: niente è canonico!". L'episodio segue le vicende di Steven e Uncle Grandpa in una missione per insegnare a Steven come evocare volontariamente il suo scudo, cosa non facile visto che, almeno inizialmente, le Gemme considerano Uncle Grandpa una minaccia alla trama dell'Universo in quanto può alterare la realtà e le leggi stesse della fisica.

#### OK K.O.!
L'episodio Il mondo degli eroi (titolo originale Crossover Nexus) della serie animata OK K.O.!, creata da Ian Jones-Quartey, vede la presenza di innumerevoli personaggi delle serie animate di Cartoon Network: la trama dell'episodio vede K.O., Garnet, il Ben Tennyson della serie reboot e Raven di Teen Titans Go! ritrovarsi al di fuori del proprio universo narrativo e allearsi per sconfiggere una comune minaccia. Nel corso dell'episodio sono presenti numerosi riferimenti alle molteplici serie sopracitate nonché cammei, ed è ambientato a CN City, riferimento a una delle cosiddette "ere" di Cartoon Network in cui, per gli intermezzi, venivano usate scene ambientate nella suddetta città, amalgama di tutte le ambientazioni di tutte le serie della rete e in cui abitavano i rispettivi personaggi. L'episodio è andato in onda negli Stati Uniti l'8 ottobre 2018.

## Personaggi e doppiatori
| Personaggio               | Doppiatore originale                                      | Doppiatore italiano                                               |
| ------------------------- | --------------------------------------------------------- | ----------------------------------------------------------------- |
| Steven Universe           | Zach Callison                                             | Riccardo Suarez                                                   |
| Garnet                    | Estelle                                                   | Valentina Favazza                                                 |
| Perla                     | Deedee Magno Hall                                         | Francesca Manicone Vanda Rapisardi (canto, stagione 1)            |
| Ametista                  | Michaela Dietz                                            | Eva Padoan                                                        |
| Greg                      | Tom Scharpling                                            | Franco Mannella                                                   |
| Connie                    | Grace Rolek                                               | Giulia Tarquini                                                   |
| Rubino                    | Charlyne Yi                                               | Monica Vulcano                                                    |
| Zaffiro                   | Erica Luttrel                                             | Deborah Ciccorelli                                                |
| Quarzo Rosa/Diamante Rosa | Susan Egan                                                | Alessandra Chiari (stagioni 1-2) Maura Cenciarelli (stagione 3-5) |
| Peridot                   | Shelby Rabara                                             | Gilberta Crispino                                                 |
| Lapislazzuli              | Jennifer Paz                                              | Eleonora Reti                                                     |
| Bismuth                   | Uzo Aduba Miriam Hyman (Steven Universe Future ep. 18-20) | Anna Cugini                                                       |
| Leone                     | Dee Bradley Baker                                         | Dee Bradley Baker                                                 |
| Lars                      | Matthew Moy                                               | Emanuele Ruzza                                                    |
| Sadie                     | Kate Micucci                                              | Lidia Perrone                                                     |
| Jasper                    | Kimberly Brooks                                           | Antonella Alessandro                                              |
| Diamante Giallo           | Patti LuPone                                              | Germana Savo Renata Fusco (canto)                                 |
| Diamante Blu              | Lisa Hannigan                                             | Giò Giò Rapattoni                                                 |
| Diamante Bianco           | Christine Ebersole                                        | Monica Bertolotti                                                 |

## Steven Universe: il film
Steven Universe: il film è un lungometraggio collocato temporalmente due anni dopo la fine della serie, nei quali Steven ha cercato di rimediare ai torti inflitti dalla società delle Gemme e vorrebbe prendersi una pausa, salvo ritrovarsi ad affrontare un'altra Gemma legata al passato di Diamante Rosa.

## Steven Universe Future
Steven Universe Future è una miniserie di venti episodi, ambientata dopo gli eventi di Steven Universe: il film che funge da seguito ed epilogo all'intera serie. È stata trasmessa negli Stati Uniti a partire dal 7 dicembre 2019 su Cartoon Network.

## Altre opere derivate

### Steven Universe: Lars of the Stars
L'11 giugno 2025, durante un panel per celebrare i 25 anni di Cartoon Network all'Annecy Festival, viene ufficialmente annunciato "Steven Universe: Lars of the Stars" per Prime Video, sequel e spin-off di "Steven Universe", con Rebecca Sugar e lan Jones-Quartey alla guida del progetto.
"Steven Universe: Lars of the Stars" esplora il passato, il presente e il futuro dell'universo di "Steven Universe". La serie sequel segue Lars Barriga, eterno adolescente e fuorilegge spaziale, mentre lui e la sua ciurma trafficano merci di contrabbando, eludono le autorità e scoprono i segreti più oscuri del decaduto Impero delle Gemme.

### Corti
Durante la seconda e la quarta stagione sono stati pubblicati sul sito ufficiale di Cartoon Network o distribuiti su iTunes dei corti riguardo alla serie, eccezion fatta per "We are the Crystal Gems", la versione estesa della seconda trasposizione della sigla di apertura della serie mostrata che invece è stata mostrata al San Diego Comic-Con 2015. I corti vengono raggruppati in una sorta di "mini stagione".
In Italia i corti della seconda stagione sono stati trasmessi su Cartoon Network il 2 febbraio 2016.

#### Lezioni sulle Gemme
In questa trilogia di corti le Crystal Gems insegnano a Steven, anche rompendo la quarta parete, tutto sulla vita delle Gemme. Si ispirano agli omake, dei brevi filmati extra presenti in alcuni anime (di solito tra fine episodio e sigla di chiusura) in cui i personaggi spiegano al pubblico gli elementi presenti all'interno della serie.
| Titolo originale   | Titolo italiano               | Prima TV USA    | Prima TV Italia |
| ------------------ | ----------------------------- | --------------- | --------------- |
| What Are Gems?     | Cosa sono le Gemme?           | 6 luglio 2015   | 2 febbraio 2016 |
| How Are Gems Made? | Come vengono create le Gemme? | 1º ottobre 2015 | 2 febbraio 2016 |
| Fusion             | La fusione                    | 2 novembre 2015 | 2 febbraio 2016 |

#### Noi siam le Crystal Gems
Questo corto è una versione estesa della seconda trasposizione della sigla iniziale della serie, presentato per la prima volta al San Diego Comic-Con 2015 e nel quale viene presentata la nuova sequenza di apertura, mostrando anche in che modo un ancora giovanissimo Steven abbia iniziato a vivere con le Crystal Gems. Nel corto, anche se solo un cammeo, c'è stata anche la prima apparizione ufficiale di Diamante Giallo.

#### Altri corti
| Titolo originale           | Titolo italiano                     | Prima TV/distribuzione USA | Prima TV/distribuzione Italia |
| -------------------------- | ----------------------------------- | -------------------------- | ----------------------------- |
| Lion Loves to Fit in a Box | Leone ama infilarsi negli scatoloni | 28 maggio 2015             | 2 febbraio 2016               |
| Unboxing                   | Disimballaggio                      | 22 ottobre 2015            | 2 febbraio 2016               |
| Steven's Song Time         | La canzone di Steven                | 3 ottobre 2016 (su iTunes) | dicembre 2018 (su Boing App)  |
| Video Chat                 | Wi-fi al fienile                    | 3 ottobre 2016 (su iTunes) | dicembre 2018 (su Boing App)  |
| Steven Reacts              | La reazione di Steven               | 3 ottobre 2016 (su iTunes) | dicembre 2018 (su Boing App)  |
| Gem Karaoke                | Il karaoke delle Gemme              | 3 ottobre 2016 (su iTunes) | dicembre 2018 (su Boing App)  |
| Cooking with Lion          | Sushi snack                         | 3 ottobre 2016 (su iTunes) | dicembre 2018 (su Boing App)  |

### Fumetti e romanzi
Pubblicata da Boom!Studios nella sua collana KaBOOM!, a partire da agosto 2014 è stata stampata una serie mensile di fumetti sulla base della serie animata. La serie originale è stata pubblicata tra l'agosto 2014 e marzo 2015, con testi di Jeremy Sorese e illustrazioni di Coleman Engle. Dopo la fine della serie originale sono stati pubblicati due fascicoli one-shot incentrati su Greg e altri comprimari quali Lars e Sadie, e una mini-serie in quattro puntate chiamata "Steven and the Crystal Gems" che vede Steven e le Gemme alle prese con un misterioso "spettro di vetro". Da febbraio 2017 la serie a fumetti riprende con una nuova versione sempre nella collana KaBOOM! con testi di Melanie Gillman e illustrazioni di Katy Farina; questa serie reboot è anche inserita nella linea temporale degli eventi della serie animata.
Dalla serie è stata tratta anche una serie di cinque graphic novel, pubblicati tra l'aprile 2016 e maggio 2020; di questi, il primo, "Steven Universe: Too Cool for School", è stato pubblicato in Italia il 26 settembre 2019 da Tunué con il titolo "Steven Universe: uno studente galattico".
Sia i fumetti che i romanzi sono canonici "al livello 2": ciò vuol dire che gli eventi mostrati in questi albi sono sì canonici ma a patto che non contraddicano gli eventi della serie animata e/o non vengano contraddetti da questa.

### Giocattoli
Nell'ottobre del 2015 Cartoon Network ha annunciato il lancio di una linea di giocattoli basati sulla serie, per essere venduti tramite rivendita specializzata. Per la stagione natalizia del 2015, la Funko ha annunciato una linea dei famosi modellini in vinile Pop! basata sui personaggi di Steven Universe e una seconda a febbraio 2017. A ottobre 2015 viene anche rivelato che varie linee di giocattoli, quali peluche e action figure, sarebbero stati prodotti e distribuiti da varie compagnie e resi disponibili sul mercato dalla primavera del 2016.

### Videogiochi
Un videogioco di ruolo a turni basato sulla serie, Steven Universe: Attacco alla luce, è stato sviluppato da Grumpyface Studios in collaborazione con Rebecca Sugar per i dispositivi mobile iOS e Android, e pubblicato il 2 aprile 2015: la trama del gioco è originale, e vede le quattro Crystal Gems in combattimenti contro delle creature di luce nate da un misterioso prisma. Sono stati pubblicati due seguiti di Attacco alla luce sempre sviluppati da Grumpyface Studios: Steven Universe: Salva la luce, pubblicato il 31 ottobre 2017 per PS4 e il 3 novembre 2017 per Xbox One, e Steven Universe: Scatena la luce, pubblicato il 27 novembre 2019 sulla piattaforma Apple Arcade per iOS.
Nel settembre del 2016 è stato distribuito per piattaforme mobili da Cartoon Network il rhythm game Soundtrack Attack!, basato sulle canzoni della serie.
I personaggi di Steven e Garnet sono giocabili nel videogioco picchiaduro MultiVersus, distribuito dalla Warner Bros. Interactive Entertainment.
Un DLC per Minecraft contenente skin a tema Steven Universe, texture, musica originale e ambientazioni della serie è stato rilasciato nel febbraio 2019.
I personaggi principali sono stati aggiunti al videogioco Brawlhalla tramite un aggiornamento ad aprile 2019.

### Colonna sonora
Il 2 giugno 2017 per via digitale è stato pubblicato Steven Universe Soundtrack: Volume 1, un album contenente le canzoni delle prime quattro stagioni della serie rimasterizzate a qualità maggiore da Aivi & Surasshu, il duo compositore della colonna sonora. Del disco è stata pubblicata una versione limitata in vinile acquistabile via preordine e un'ulteriore edizione speciale a tiratura limitata, sempre in vinile, è stata rilasciata in occasione del SDCC 2017. A quasi due anni di distanza, il 12 aprile 2019 viene pubblicato Steven Universe Soundtrack: Volume 2, sempre a cura di Aivi & Surasshu e contenente le canzoni della quinta stagione più un'inedita ripresa di Love Like You. Il 2 settembre 2019 viene pubblicato il disco Steven Universe the Movie (Original Soundtrack), contenente la colonna sonora del film e di cui è stata resa disponibile anche un'edizione limitata contenente demo inedite delle canzoni del film; il 15 ottobre 2019 sono state pubblicate anche le versioni in spagnolo e portoghese del disco.
Il 18 maggio 2020 sono stati annunciati anche gli album contenenti la colonna sonora completa e rimasterizzata di tutte le stagioni della serie più Future. Steven Universe: Season 1 (Original Television Score) è stato pubblicato il 29 maggio, Steven Universe: Season 2 (Original Television Score) il 6 luglio, Steven Universe: Season 2 (Original Television Score) il 31 luglio e Steven Universe: Season 4 (Original Television Score) il 28 agosto. Il 3 settembre viene annunciata l'intera raccolta comprensiva di tutte e cinque le stagioni più Future.